# Metro v Bukurešti

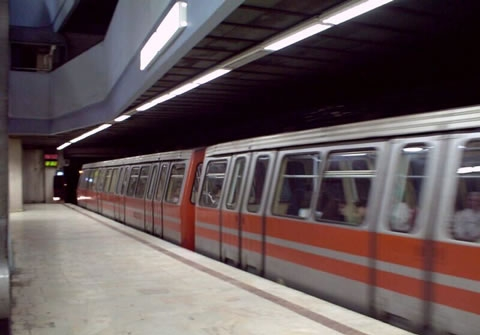
Vlak metra staršího typu ve stanici Universității

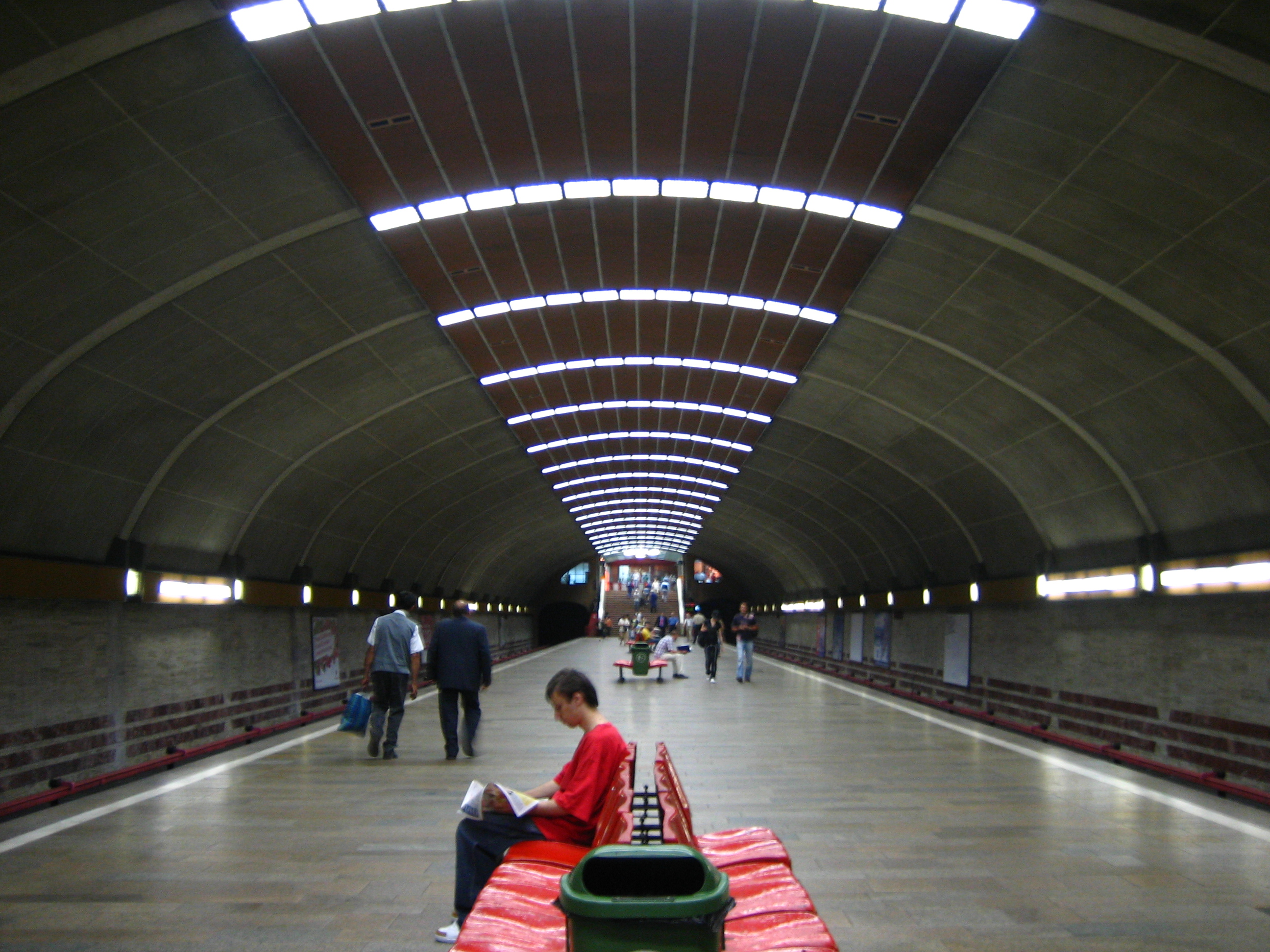
Stanice metra Titan na lince M2 se podobá ruským jednolodním stanicím (například Koňkovu)

Metro v Bukurešti, Bukurešťské metro (rumunsky Metroul bucureștean) tvoří pět linek podzemní dráhy pod hlavním městem Rumunska Bukureští. Jedná se o jediný systém podzemní dráhy v zemi.

## Charakter podzemní dráhy
Bukurešťské metro je většinou konstruované jako podzemní, s raženými (někde hloubenými) tunely. Stanice jsou založené v malé hloubce, jsou tedy budované v otevřené jámě z povrchu. Nástupiště mají délku celkem 126 m, což umožňuje provoz až šestivozových vlaků. Celková délka sítě činí 62,4 km s 59 stanicemi. Rozchod koleje činí neobvyklých 1432 mm.

## Historie
Přestože metrem se jezdí až od roku 1979, první projekty se objevily již v 30. letech 20. století. Byly součástí rozsáhlého plánu na moderní přestavbu metropole. V roce 1938 byla dokonce ustanovena společnost S.A. Metropolitanul, která měla metro budovat, a to od března roku 1941. Realizaci však odsunula pokračující druhá světová válka. Po ukončení bojů se k moci dostala komunistická strana, která již záměry měla svoje, a staré projekty tak upadly v zapomnění.
K metru se však nakonec Bukurešťané vrátili. V 70. letech již povrchová dopravní síť, přestože byla čtvrtá nejrozsáhlejší v Evropě, přestala zvládat dopravní nápor, a proto se rozhodlo o budování podzemní dráhy. Na rozdíl od ostatních zemí východní Evropy, kde byly obdobné provozy budované podle moskevského vzoru, v Bukurešti se metro podobá spíše těm známým ze západní Evropy.
I vozy byly použity jiné, místo obvyklých 81-71 sovětského původu byly nasazeny domácí dvouvozové jednotky (spojené po třech do soupravy), vyráběné v závodu ASTRA Arad až do roku 1993.
První úsek linky M1 se cestujícím představil 16. listopadu roku 1979. Dlouhý byl přes 8 km a měl šest stanic. Krátce po jeho otevření se cestující v intervalech zhruba tří čtyř let dočkávali dalších nových úseků. Skutečný rozvoj však nastal až ke konci 80. let; to přibyla největší část současné podoby metra. Vzhledem k úsporným opatřením v energetice ale nové stanice nebyly příliš dobře osvětlené, musely být proto později rekonstruovány.
Útlum nastal až po roce 1990, pád socialismu změnil priority země; nyní tak bylo peněz méně a byly více potřebné. Znovu se s výstavbou nových, avšak mnohem kratších tratí, začalo až na přelomu století, zprovoznila se nová linka M4 a 15 září se zprovoznila i první část linky M5. Podle plánu má vzniknout ve finální fázi celkem šest linek.

## Linkové vedení
Síť se skládá z těchto pěti linek. Zvláštností je, že M1 a M3 jsou vedeny částečně v jedné trase, linka M1 pak ve stanici Dristor kříží sama sebe.
| # | Jméno | Zprovozněno  | Délka                          | Počet stanic      |
| - | ----- | ------------ | ------------------------------ | ----------------- |
| 1 | M1    | 1979         | 31,01 km                       | 22                |
| 2 | M2    | 1986         | 20,38 km                       | 14                |
| 3 | M3    | 1983         | 22,2 km                        | 15                |
| 4 | M4    | 2000         | cca 19,6 km (v provozu 6,1 km) | 21 (v provozu 8)  |
| 5 | M5    | 2020         | 16,2 km (v provozu 7 km)       | 22 (v provozu 10) |
| 6 | M6    | 2027 (odhad) | 14,2 km                        | 12                |

## Vozový park
Vozový park tvoří dva typy souprav; starší rumunské výroby a modernější původem od firmy Bombardier. Ty jsou dodávané od roku 2002 a jsou vybaveny klimatizací.